# Malvern Wells
Malvern Wells est une paroisse civile et un village du Worcestershire, en Angleterre.